# Береславка (Казахстан)
Бересла́вка (каз. Береславка) — село у складі Айиртауського району Північноказахстанської області Казахстану. Входить до складу Гусаковського сільського округу, раніше входило до складу ліквідованої Новосвітловської сільської ради.
Населення — 112 осіб (2021; 241 у 2009, 409 у 1999, 467 у 1989).
Національний склад станом на 1989 рік:
- росіяни — 56 %.

Колишня назва — Бериславка.